# Ice-Capades
Ice-Capades (Brasil: Aconteceu no Gelo /Angola: Não Quero Ser Estrela!) é um filme norte-americano de 1941, do gênero drama, dirigido por Joseph Santley e estrelado por James Ellison e Jerry Colonna.

## A produção
Ice Capades foi uma companhia de entretenimento que promovia shows teatrais envolvendo patinação no gelo. Fundada em 1940 e de grande sucesso até o início dos anos 1980, ela viu sua popularidade exaurir-se paulatinamente, tendo encerrado as atividades em 1995. Ice-Capades, o filme, gira em torno de uma apresentação da companhia, com um elenco que inclui Vera Ralston, premiada patinadora tcheca, em sua estreia no cinema. Ao casar-se em 1952 com Herbert J. Yates, ela tornou-se a rainha da Republic Pictures.
Ice-Capades foi indicado ao Oscar de Melhor Trilha Sonora. Foi a segunda indicação no ano para Cy Feuer, de vez que seu trabalho em Mercy Island, em parceria com Walter Scharf, também foi distinguido pela Academia.

## Sinopse
Bob Clemens, jornalista de cinejornais, recebe a incumbência de cobrir a apresentação da skatista suíça Karen Vadja, mas perde o horário do avião. Daí, ele vai ao Central Park e filma Marie Bergin, uma artista amadora, com intenção de enganar o chefe. Este ato terá consequências boas e ruins para Marie, que está na mira do serviço de imigração, já que seu visto encontra-se vencido.

## Principais premiações
| Prêmio | Categoria                            | Situação |
| ------ | ------------------------------------ | -------- |
| Oscar  | Melhor Trilha Sonora (filme musical) | Indicado |

## Elenco
| Ator/Atriz       | Personagem   |
| ---------------- | ------------ |
| James Ellison    | Bob Clemens  |
| Jerry Colonna    | Colonna      |
| Dorothy Lewis    | Marie Bergin |
| Barbara Jo Allen | Vera Vague   |
| Alan Mowbray     | Pete Ellis   |
| Phil Silvers     | Larry Herman |
| Gus Schilling    | Dave         |
| Tim Ryan         | Jackson      |
| Harry Clark      | Reed         |
| Renie Riano      | Karen Vajna  |
| Carol Adams      | Helen        |
| Vera Ralston     | Skatista     |